# Side Valves

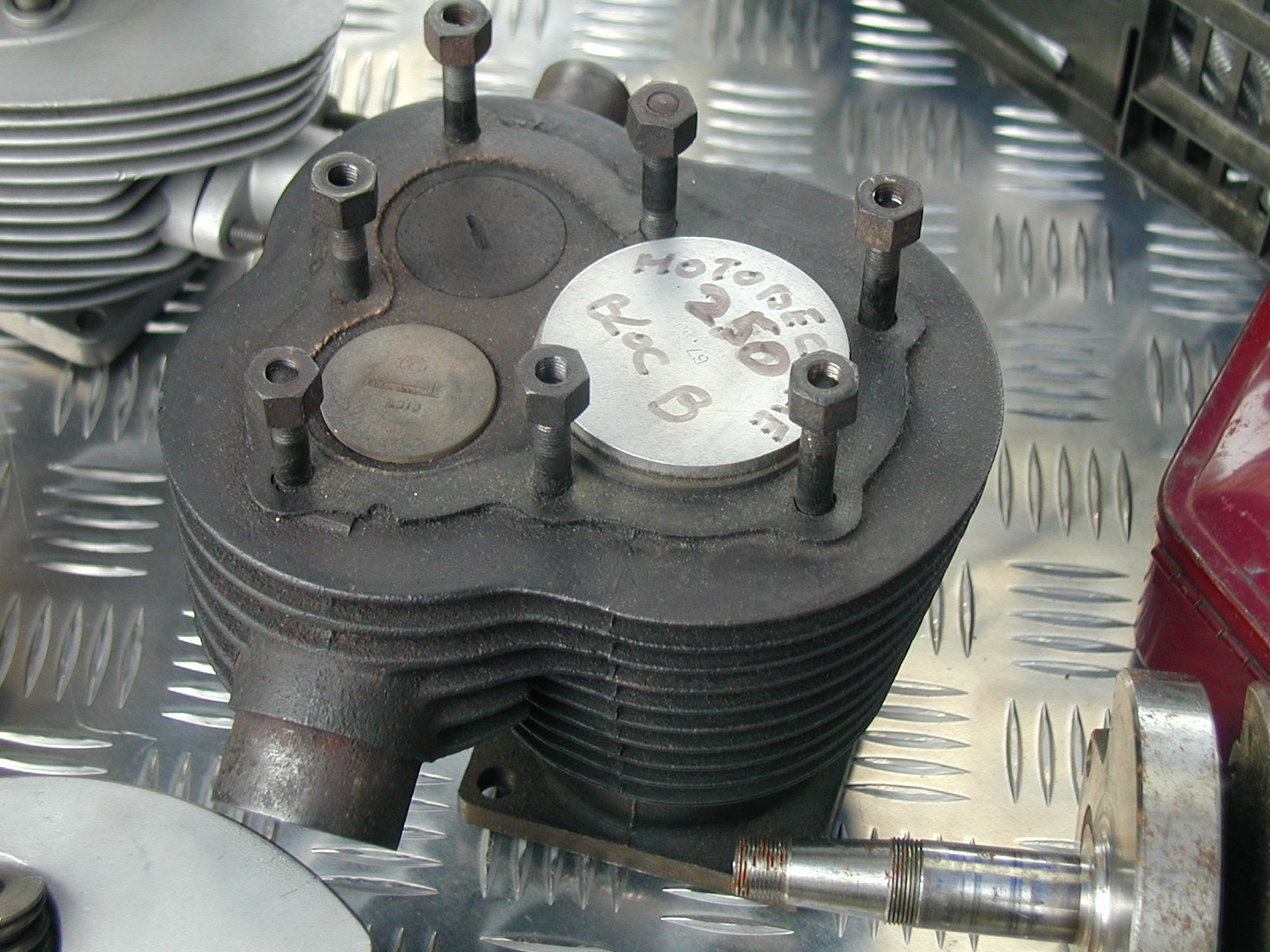
Válec s postranními ventily

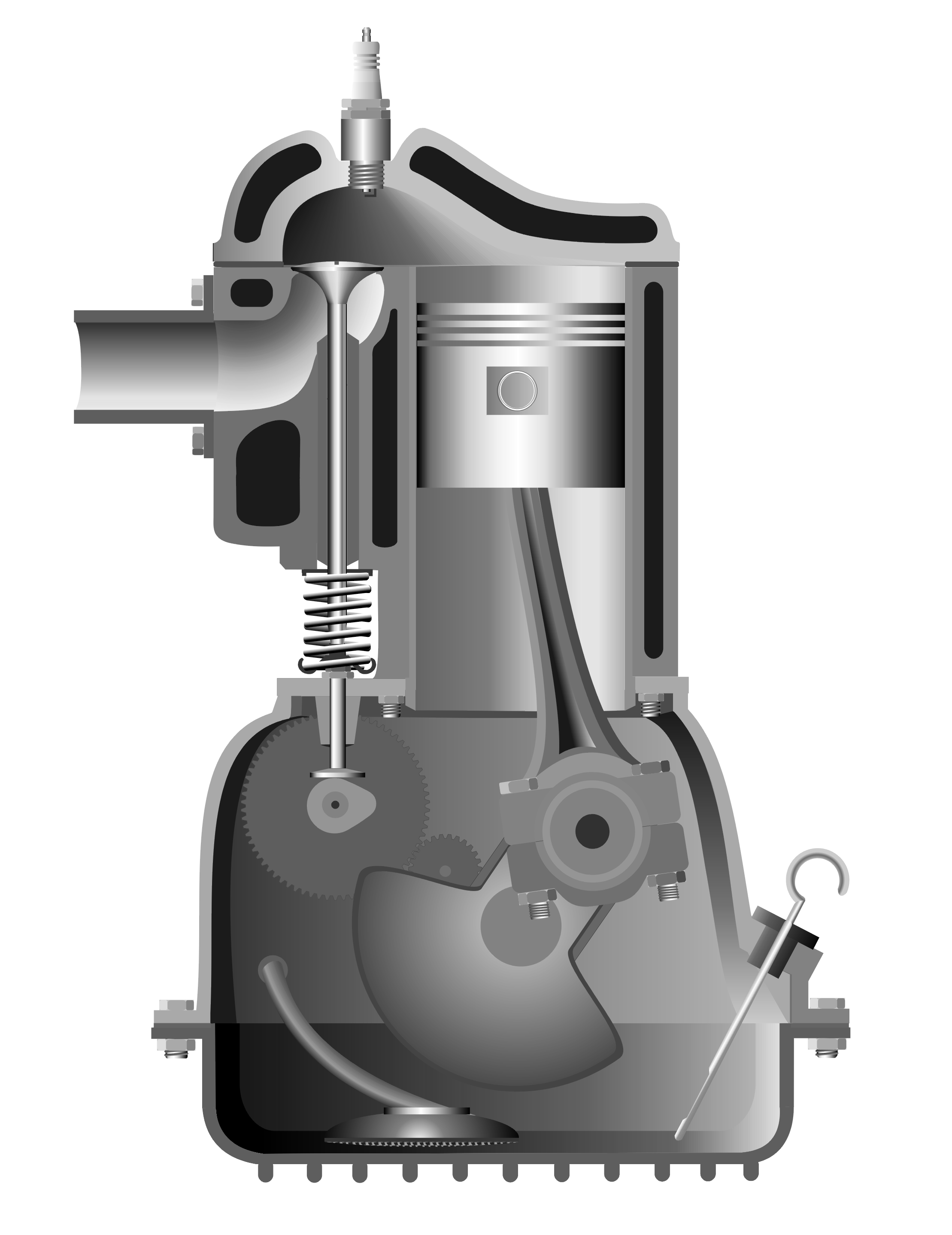

Side Valves (SV) je rozvod čtyřdobých spalovacích motorů s postranními ventily. Jeho ventily jsou umístěny v bloku válce. Výhodou tohoto rozvodu je nízká hmotnost, jednoduchost výroby a fakt, že se píst nikdy nemůže střetnout s ventily. Nevýhodou naopak je, že tvar spalovacího prostoru není ideální a přenos tlaku spalin na píst není perfektní. 
Čtyřválcové a šestiválcové řadové motory s rozvodem byly užívány v automobilech (například slavný vůz Ford model T), traktorech od počátků automobilového průmyslu až do padesátých let 20. století. Dnes se tento typ rozvodu používá pouze výjimečně u malých motorů benzinových sekaček, rotačních kultivátorů apod.